# Listă de comitate din statul Missouri

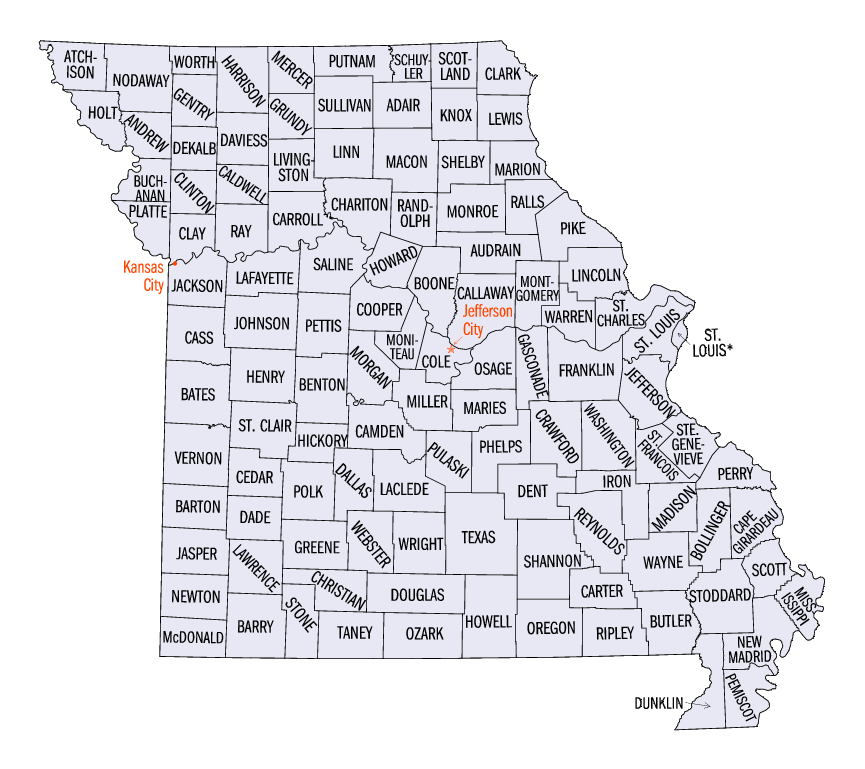
Comitate din statul Missouri, SUA

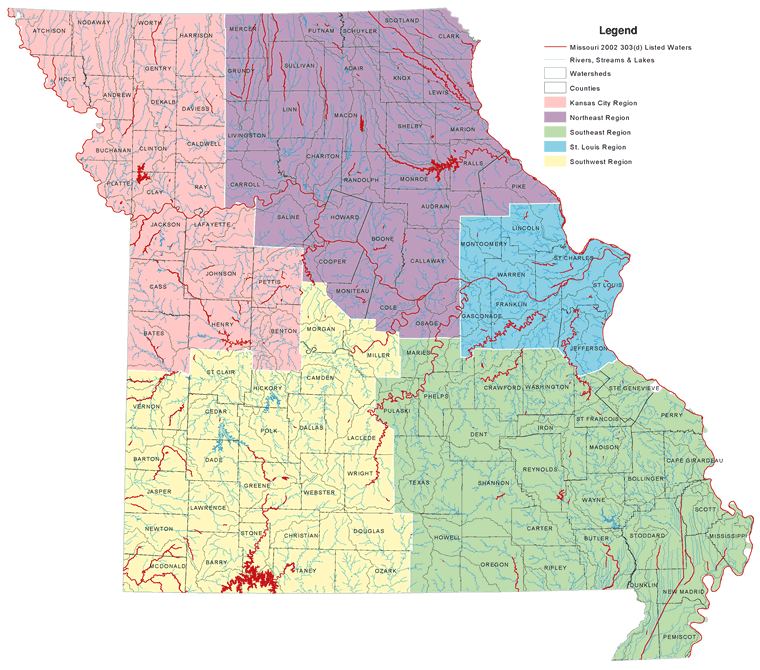
Harta statului
din SUA.

- Această pagină este o listă de zone de comitate (în engleză county / counties) din statul Missouri.
- Statul Missouri este divizat în 114 comitate și orașul independent Saint Louis.

- Vedeți și Listă de orașe din statul Missouri.
- Vedeți și Listă de sate din statul Missouri.
- Vedeți și Listă de districte civile din statul Missouri.
- Vedeți și Listă de locuri desemnate pentru recensământ din statul Missouri.
- Vedeți și Listă de comunități neîncorporate din statul Missouri.
- Vedeți și Listă de zone de teritoriu neorganizat din statul Missouri.
- Vedeți și Listă de localități dispărute din statul Missouri.

| Comitatul        | Populația 1 iulie 2007 | Sediul                   | Populația 1 iulie 2007 |
| ---------------- | ---------------------- | ------------------------ | ---------------------- |
| Adair            | 24.642                 | Kirksville               | 17.139                 |
| Andrew           | 16.864                 | Savannah                 | 5.041                  |
| Atchison         | 6.108                  | Rock Port                | 1.313                  |
| Audrain          | 25.892                 | Mexico                   | 10.978                 |
| Barry            | 36.197                 | Cassville                | 3.245                  |
| Barton           | 12.719                 | Lamar                    | 4.529                  |
| Bates            | 17.034                 | Butler                   | 4.269                  |
| Benton           | 18.470                 | Warsaw                   | 2.229                  |
| Bollinger        | 12.118                 | Marble Hill              | 1.490                  |
| Boone            | 152.435                | Columbia                 | 99.174                 |
| Buchanan         | 86.485                 | St. Joseph               | 73.912                 |
| Butler           | 41.326                 | Poplar Bluff             | 17.029                 |
| Caldwell         | 9.284                  | Kingston                 | 294                    |
| Callaway         | 43.428                 | Fulton                   | 12.817                 |
| Camden           | 40.487                 | Camdenton                | 3.386                  |
| Cape Girardeau   | 72.740                 | Jackson                  | 13.514                 |
| Carroll          | 9.859                  | Carrollton               | 3.896                  |
| Carter           | 5.929                  | Van Buren                | 820                    |
| Cass             | 97.133                 | Harrisonville            | 9.755                  |
| Cedar            | 13.729                 | Stockton                 | 2.016                  |
| Chariton         | 7.843                  | Keytesville              | 498                    |
| Christian        | 73.066                 | Ozark                    | 17.177                 |
| Clark            | 7.220                  | Kahoka                   | 2.176                  |
| Clay             | 211.952                | Liberty                  | 29.993                 |
| Clinton          | 20.894                 | Plattsburg               | 2.416                  |
| Cole             | 73.698                 | Jefferson City           | 40.564                 |
| Cooper           | 17.543                 | Boonville                | 8.752                  |
| Crawford         | 24.076                 | Steelville               | 1.478                  |
| Dade             | 7.523                  | Greenfield               | 1.249                  |
| Dallas           | 16.831                 | Buffalo                  | 3.289                  |
| Daviess          | 7.963                  | Gallatin                 | 1.741                  |
| DeKalb           | 12.234                 | Maysville                | 1.137                  |
| Dent             | 15.063                 | Salem                    | 4.819                  |
| Douglas          | 13.377                 | Ava                      | 3.100                  |
| Dunklin          | 31.623                 | Kennett                  | 10.749                 |
| Franklin         | 100.045                | Union                    | 9.468                  |
| Gasconade        | 15.399                 | Hermann                  | 2.729                  |
| Gentry           | 6249                   | Albany                   | 1.753                  |
| Greene           | 263.980                | Springfield              | 154.777                |
| Grundy           | 10.095                 | Trenton                  | 6.018                  |
| Harrison         | 8.861                  | Bethany                  | 3.075                  |
| Henry            | 22.398                 | Clinton                  | 9.432                  |
| Hickory          | 9.123                  | Hermitage                | 503                    |
| Holt             | 4.963                  | Oregon                   | 881                    |
| Comitatul Howard | 9.879                  | Fayette                  | 2.686                  |
| Howell           | 38.639                 | West Plains              | 11.662                 |
| Iron             | 10.013                 | Ironton                  | 1.334                  |
| Jackson          | 666.890                | Kansas City Independence | 450.375 110.704        |
| Jasper           | 115.240                | Carthage                 | 13.699                 |
| Jefferson        | 216.076                | Hillsboro                | 1.989                  |
| Johnson          | 51.928                 | Warrensburg              | 18.629                 |
| Knox             | 4.058                  | Edina                    | 1.134                  |
| Laclede          | 35.391                 | Lebanon                  | 14.139                 |
| Lafayette        | 32.677                 | Lexington                | 4.536                  |
| Lawrence         | 37.650                 | Mount Vernon             | 4.570                  |
| Lewis            | 10.040                 | Monticello               | 120                    |
| Lincoln          | 51.528                 | Troy                     | 11.722                 |
| Linn             | 12.689                 | Linneus                  | 346                    |
| Livingston       | 14.196                 | Chillicothe              | 8.688                  |
| Macon            | 15.576                 | Macon                    | 5.461                  |
| Madison          | 12.180                 | Fredericktown            | 4.097                  |
| Maries           | 9.115                  | Vienna                   | 643                    |
| Marion           | 28.174                 | Palmyra                  | 3.417                  |
| McDonald         | 22.895                 | Pineville                | 866                    |
| Mercer           | 3.507                  | Princeton                | 947                    |
| Miller           | 24.898                 | Tuscumbia                | 223                    |
| Missouri         | 13.672                 | Charleston               | 5.190                  |
| Moniteau         | 15.167                 | California               | 4.159                  |
| Monroe           | 9.205                  | Paris                    | 1.421                  |
| Montgomery       | 11.920                 | Montgomery City          | 2.496                  |
| Morgan           | 20.820                 | Versailles               | 2.711                  |
| New Madrid       | 17.779                 | New Madrid               | 3.033                  |
| Newton           | 56.038                 | Neosho                   | 11.284                 |
| Nodaway          | 22.120                 | Maryville                | 10.830                 |
| Oregon           | 10.304                 | Alton                    | 641                    |
| Osage            | 13.393                 | Linn                     | 1.420                  |
| Ozark            | 9.245                  | Gainesville              | 595                    |
| Pemiscot         | 18.780                 | Caruthersville           | 6.237                  |
| Perry            | 18.794                 | Perryville               | 8.143                  |
| Pettis           | 40.807                 | Sedalia                  | 20.862                 |
| Phelps           | 42.550                 | Rolla                    | 18.443                 |
| Pike             | 18.471                 | Bowling Green            | 5.248                  |
| Platte           | 84.881                 | Platte City              | 4.805                  |
| Polk             | 30.216                 | Bolivar                  | 10.892                 |
| Pulaski          | 44.326                 | Waynesville              | 3.796                  |
| Putnam           | 4.913                  | Unionville               | 1.882                  |
| Ralls            | 9.842                  | New London               | 1.005                  |
| Randolph         | 25.590                 | Huntsville               | 1.636                  |
| Ray              | 23.482                 | Richmond                 | 5.892                  |
| Reynolds         | 6.465                  | Centerville              | 171                    |
| Ripley           | 13.551                 | Doniphan                 | 1.894                  |
| Saline           | 22.701                 | Marshall                 | 12.213                 |
| Schuyler         | 4.102                  | Lancaster                | 700                    |
| Scotland         | 4.814                  | Memphis                  | 1.964                  |
| Scott            | 40.735                 | Benton                   | 748                    |
| Shannon          | 8.431                  | Eminence                 | 555                    |
| Shelby           | 6.509                  | Shelbyville              | 664                    |
| Saint Charles    | 343.952                | Saint Charles            | 63.644                 |
| Saint Clair      | 9.428                  | Osceola                  | 797                    |
| Saint Francois   | 62.810                 | Farmington               | 15.870                 |
| Saint Louis      | 995.118                | Clayton                  | 16.076                 |
| Sainte Genevieve | 17.841                 | Sainte Genevieve         | 4.444                  |
| Stoddard         | 29.738                 | Bloomfield               | .1886                  |
| Stone            | 31.552                 | Galena                   | 519                    |
| Sullivan         | 6.675                  | Milan                    | 1.786                  |
| Taney            | 45.721                 | Forsyth                  | 1.703                  |
| Texas            | 23.321                 | Houston                  | 2.015                  |
| Vernon           | 20.000                 | Nevada                   | 8.318                  |
| Warren           | 30.467                 | Warrenton                | 7.155                  |
| Washington       | 24.317                 | Potosi                   | 2.756                  |
| Wayne            | 12.655                 | Greenville               | 432                    |
| Webster          | 35.927                 | Marshfield               | 7.118                  |
| Worth            | 2.098                  | Grant City               | 799                    |
| Wright           | 18.276                 | Hartville                | 600                    |

## Alte legături interne
- Categorie:Liste de comitate din Statele Unite după stat
- Categorie:Liste de orașe din Statele Unite după stat
- Categorie:Liste de târguri din Statele Unite după stat
- Categorie:Liste de districte civile din Statele Unite după stat
- Categorie:Liste de sate din Statele Unite după stat
- Categorie:Liste de comunități desemnate pentru recensământ din Statele Unite după stat
- Categorie:Liste de comunități neîncorporate din Statele Unite după stat
- Categorie:Liste de localități dispărute din Statele Unite după stat
- Categorie:Liste de rezervații amerindiene din Statele Unite după stat
- Categorie:Liste de zone de teritoriu neorganizat din Statele Unite după stat

respectiv
- Listă de orașe din statul Missouri
- Listă de districte civile din statul Missouri
- Listă de sate din statul Missouri
- Listă de locuri desemnate pentru recensământ din statul Missouri
- Listă de comunități neîncorporate din statul Missouri
- Listă de zone de teritoriu neorganizat din statul Missouri
- Listă de localități dispărute din statul Missouri